# Георги Георгиев – Гого
Вижте пояснителната страница за други личности с името Георги Георгиев.
Георги Георгиев Георгиев – Гого (роден на 5 ноември 1971 г.) е български актьор. Занимава се предимно с озвучаване на филми и сериали. Най-известен е с работата си по „Блясък“, „Ренегат“, „Военна прокуратура“, „Али Макбийл“, „Шеметни години“ (сезони 1 – 5), „Фарскейп“, „Дарма и Грег“, „От местопрестъплението: Маями“, „Хавай 5-0“ и „Закон и ред“.

## Ранен живот
Той е от театрално семейство. Майка му, Кева Апостолова, е драматург и главен редактор на списание „Театър“, а баща му е покойният актьор и режисьор Георги Г. Георгиев.

## Актьорска кариера
Една от първите роли е като дете във филма „Оркестър без име“. Започва кариерата си в дублажа през 1998 г. 
През 2022 г. получава номинация за наградата „Икар“ в категорията „Най-добър дублаж“ за ролята на ролята на Луцифер в „Луцифер“, заедно с Симеон Владов за всички роли на Еди Мърфи в „Смахнатият професор“ и Илиян Пенев за Пучини в „Пучини“.
На 1 февруари 2024 г. е номиниран за дублажа на Майкъл Корлеоне в „Кръстникът, Кода: Смъртта на Майкъл Корлеоне“. Другите номинирани са Васил Бинев за Казин в „Златно момче“, Александър Митрев за ролята на Торфин в „Духове“ и Камен Асенов за Уили Уонка в „Уонка“.

## Филмография
- „Кантора Митрани“ (2012), 12 серии – д-р Димитър Кюлев (в 2 серии: V и IX)
- „Под прикритие“ (2012) (в един епизод)
- „Любовниците“ (1991-1992), 8 серии - в 3 серия: В двора на китайския император (1991)